# Šukrija Pandžo
Šukrija Pandžo (27. dubna 1910 Ulog, okres Kalinovik, Bosna a Hercegovina – 30. května 1984 Sarajevo, Socialistická federativní republika Jugoslávie) byl bosenskohercegovský spisovatel, básník a povídkář, a pedagog bosňáckého původu.

## Životopis
Narodil se do rodiny učitele náboženství Ramadana a Eminy Šačić. Základní školu navštěvoval v Ulogu, gymnázium a Učitelskou školu v Mostaru (absolvoval 1931). Poté se věnoval učitelské profesi v různých vesnických školách v Bosně a Hercegovině, mezi nimi v obcích Kljuni (okres Nevesinje), Miletkovići (Čajniče), Viskoč (Foča) a Osnov (Rogatica). Na Vyšší pedagogické škole v Bělehradě, kterou dokončil roku 1940, studoval literaturu a francouzský jazyk. Za druhé světové války vyučoval v Chlapecké měšťanské škole (Muška građanska škola) v Sarajevu a zároveň udržoval kontakty s komunistickými partyzány. Za nového režimu byl pedagogem v Prvním chlapeckém gymnáziu v Sarajevu, Učitelské škole v Sarajevu a v gymnáziu v Jajce. Od roku 1948 byl redaktorem kulturní redakce Radia Sarajevo.
Roku 1946 spoluzaložil Sdružení spisovatelů Bosny a Hercegoviny (Udruženje pisaca Bosne i Hercegovine). V tomto sdružení pak dvakrát (1954 a 1961) získal výroční literární cenu.

## Dílo
- Pjesme (Básně, Sarajevo 1952), básnická sbírka
- Razgovori (Rozhovory, Sarajevo 1954), básnická sbírka
- Ljudi smo (Jsme lidé, Sarajevo 1958), román
- Samo još kosovi zvižduću (Už jen kosi hvízdají, Sarajevo 1964, 1967, 1970, 1975, 1979, 1980, 1982, 1989, 1990, 1997, 1999, Wuppertal 1994), sbírka povídek
- Bliže su postale zvijezde (Bližší jsou nám hvězdy, Sarajevo 1965), básnická sbírka
- Iznad gore vjetri zbore (Nad horami větry dují, Sarajevo 1968, 1971, 1973, 1975, 1980, 1985, Beograd 1973, 1975), básnická sbírka
- Poezija (Poezie, Sarajevo 1973), výbor poezie
- Zeleni strah (Zelený strach, Sarajevo 1975), sbírka povídek
- Na kraju puta (Na konci cesty, Sarajevo 1979), sbírka povídek
- Dobro mi došli (Vítejte mi, Sarajevo 1980), básnická sbírka
- Uspavanka (Uspávanka, Sarajevo 1985), výbor poezie
- Izabrana djela za djecu i mlade I–V (Vybrané spisy pro děti a mládež, ed. Muhidin Džanko, Šimo Ešić, 5 sv., Tuzla 2010), vybrané spisy